# Nosphisthis parvicornis
Nosphisthis parvicornis är en skalbaggsart som beskrevs av Blackburn 1898. Nosphisthis parvicornis ingår i släktet Nosphisthis och familjen Melolonthidae. Inga underarter finns listade i Catalogue of Life.